# Gustav Teichmüller
Gustav Teichmüller ( * 19 de noviembre de 1832-22 de mayo de 1888) fue un filósofo alemán.
Teichmüller nació en Braunschweig. Fue profesor en la Universidad de Basilea (1868-) y en Dorpat (1871-). Falleció en Dorpat.

## Obra literaria
- Die aristotelische Eintheilung der Verwaltungsformen (St. Peterburg 1859)

## Obra filosófica
- Aristotelische Forschungen. Bd. I.: Beiträge zur Poetik des Aristoteles. Halle 1867
- Aristotelische Forschungen. Bd. II.: Aristoteles’ Philosophie der Kunst. Halle 1869
- Aristotelische Forschungen. Bd. III.: Geschichte des Begriffs der Parusie. Halle 1873
- Studien zur Geschichte der Begriffe. Berlín 1874
- Neue Studien zur Geschichte der Begriffe. 3 tomos, Gotha 1876-1879
- Darwinismus und Philosophie. Dorpat 1877
- Wahrheitsgetreuer Bericht über meine Reise in den Himmel, verfaßt von Immanuel Kant. Gotha 1877
- Literarische Fehden im IV. Jahrhundert vor Christus (2 vols., Breslau 1881 y 1884
- Die wirkliche und die scheinbare Welt. Neue Grundlegung der Metaphysik. Breslau 1882
- Religionsphilosophie. Breslau 1886
- Neue Grundlegung der Psychologie und Logik. Póstumo, Breslau 1889